# كيفن غيلبرت
كيفن غيلبرت (بالإنجليزية: Kevin Gilbert)‏ هو مغن مؤلف وموسيقي وعازف قيثارة أمريكي، ولد في 20 نوفمبر 1966 في ساكرامنتو في الولايات المتحدة، وتوفي في 17 مايو 1996 في لوس أنجلوس في الولايات المتحدة بسبب الولع بالاختناق.

## وصلات خارجية
- الموقع الرسمي
- كيفن غيلبرت على موقع IMDb (الإنجليزية)
- كيفن غيلبرت على موقع ميوزك برينز (الإنجليزية)
- كيفن غيلبرت على موقع ديسكوغز (الإنجليزية)
- كيفن غيلبرت على موقع قاعدة بيانات الفيلم (الإنجليزية)